# Arroyo Caraguatá
Der Arroyo Caraguatá ist ein Fluss im Norden Uruguays.
Der etwa 120 Kilometer lange Fluss fließt in Nordost-Südwest-Richtung durch die Departamentos Rivera und Tacuarembó bis zu seiner Mündung in den Río Tacuarembó, dessen linksseitiger Nebenfluss er ist.
Dabei führt sein Oberlauf westlich der Stadt Vichadero vorbei. Seine Quelle liegt wenige Kilometer nordwestlich zwischen ebendieser Stadt und Moirones unmittelbar östlich derjenigen des Arroyo Cerro Chato. Auf seinem Weg unterquert er nordwestlich von Las Toscas die Ruta 26. Seine Mündung liegt rund zwei Kilometer flussaufwärts des Paso de la Laguna.
Der Name wird auch von einem nahe gelegenen Höhenzug und von zwei lokalen Gemeinden im Departamento Tacuarembó benutzt.